# Confine tra Italia e Svizzera
Il confine tra l'Italia e la Svizzera si estende per 744 chilometri, dalla vetta tripartita franco-italo-elvetica del Monte Dolent a ovest fino alla vetta tripartita austro-italo-elvetica vicino al Piz Lat a est.
Gran parte del confine attraversa le Alte Alpi, salendo al di sopra dei 4.600 m s.l.m., passando a est di Punta Dufour, ma scende anche nel punto più basso della Svizzera, al di sotto dei 200 metri del Lago Maggiore. Un secondo tratto di confine, lungo circa 7 km, circonda l'enclave italiana di Campione d'Italia posta sulla sponda orientale del Lago di Lugano, completamente circondata dal Canton Ticino e a circa un chilometro dal confine principale.
Si tratta della più lunga frontiera terrestre internazionale sia dell'Italia (che confina con sei paesi) sia della Svizzera (che confina con cinque paesi). A livello internazionale, è il 119º confine terrestre più lungo.

## Storia
Il confine di stato italo-elvetico è il risultato del periodo napoleonico, stabilito con la costituzione provvisoria della Repubblica Elvetica del 15 gennaio 1798, restaurata poi nel 1815: all'epoca il confine divideva la Svizzera dal Regno di Sardegna, il Regno Lombardo-Veneto e la provincia di Cisleitania dell'Austria-Ungheria. 
A seguito dell'unità d'Italia, nel 1861 nacque ufficialmente anche il confine tra Italia e Svizzera. Il 5 ottobre 1861 venne sottoscritta una convenzione con la quale venne ceduta alla Svizzera il territorio della Costa di San Martino e della Casaccia, già appartenenti al comune di Campione, ma situati sulla riva opposta del Lago Ceresio (Lago di Lugano).
Alcune controversie territoriali dopo la formazione del Regno d'Italia furono risolte nella Convenzione tra l'Italia e la Svizzera per l'accertamento della frontiera fra la Lombardia e il Cantone dei Grigioni del 1863.
Il 10 settembre 1919 venne sottoscritto il Trattato di Saint-Germain-en-Laye con cui il Regno d'Italia annette il Sud Tirolo austriaco: il confine italo-svizzero viene perciò prolungato verso est, prendendo il suo corso attuale.
Altri trattati italo-svizzeri riguardanti il corso della frontiera risalgono all'aprile 1873, al luglio 1936 e al 24 luglio 1941

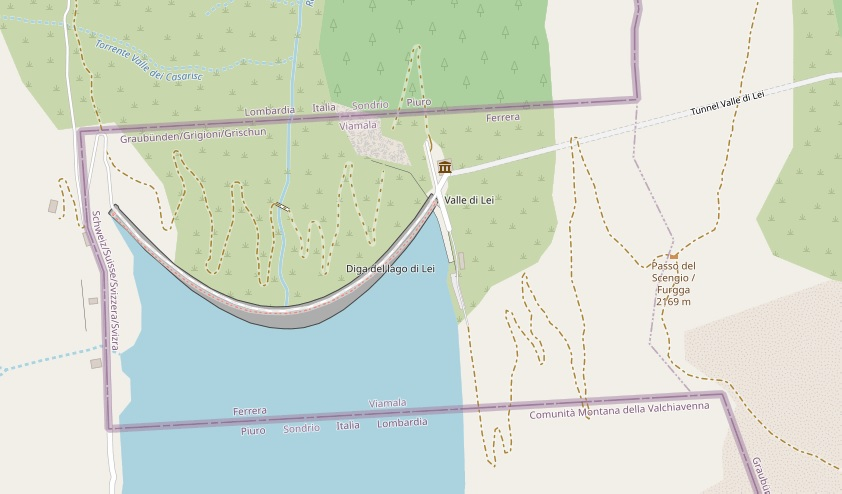
Il confine nei pressi della diga della Valle di Lei

Dalla fine della seconda guerra mondiale il confine di stato tra la Repubblica italiana e la Confederazione svizzera è rimasto pressoché invariato, a eccezione di piccole rettifiche e scambi di territorio, tra cui l'inclusione della diga della Valle di Lei nel territorio svizzero  a seguito di una convenzione del 1952, ratificata nel 1953 dalla Svizzera e nel 1955 dall'Italia
Nel 2008 la Svizzera è entrata a far parte dell'area Schengen, sopprimendo così i normali controlli di frontiera dal 12 dicembre 2008. Tuttavia, dato che la Svizzera non fa parte dell'unione doganale dell'Unione Europea, le guardie di frontiera di entrambi i Paesi possono comunque effettuare controlli doganali. Nel 2016, a causa dell'aumento dell'immigrazione clandestina dall'Italia verso la Svizzera legato alla crisi migratoria europea, il governo svizzero ha istituito controlli più severi sui treni diretti in Svizzera e dispiegando pattuglie di elicotteri e droni. Il governo elvetico ha respinto le richieste di costruire una recinzione lungo il confine.
Nell'aprile 2017 il ministero degli esteri italiano ha convocato l'ambasciatore svizzero per "colloqui urgenti" dopo che la Svizzera aveva deciso di chiudere "tre piccoli valichi di frontiera" durante le ore notturne.
Il 2023 una commissione mista italo-svizzera ha proposto ai rispettivi governi una rettifica del confine tra i rispettivi stati definiti dalla linea spartiacque rappresentata dal crinale dei ghiacciai, dei nevai o delle nevi perenni. La modifica del confine, riguarda la Testa Grigia/Plateau Rosa, del rifugio Carrel e della Gobba di Rollin, è stata approvata dallo stato elvetico il 27 settembre 2024 dal Consiglio federale elvetico.

## Descrizione
Il confine tra i due paesi è costituito da due sezioni distinte:
- la sezione principale è una frontiera internazionale standard che corre seguendo una direzione generale ovest/est per 740 km. Inizia al monte Dolent dove è collocata la triplice frontiera tra la Francia, l'Italia e la Svizzera[12] e termina a una seconda triplice frontiera tra l'Austria, l'Italia e la Svizzera[13].
- la seconda sezione contorna l'enclave italiana di Campione d'Italia. Infatti Campione è integralmente contornata dal Canton Ticino. L'enclave si trova a una distanza di circa 1 km dal confine standard.

Si tratta del più lungo confine terrestre internazionale dell'Italia (che ne conta sei) e della Svizzera (che ne conta cinque).

### Regioni, cantoni, province e distretti interessati

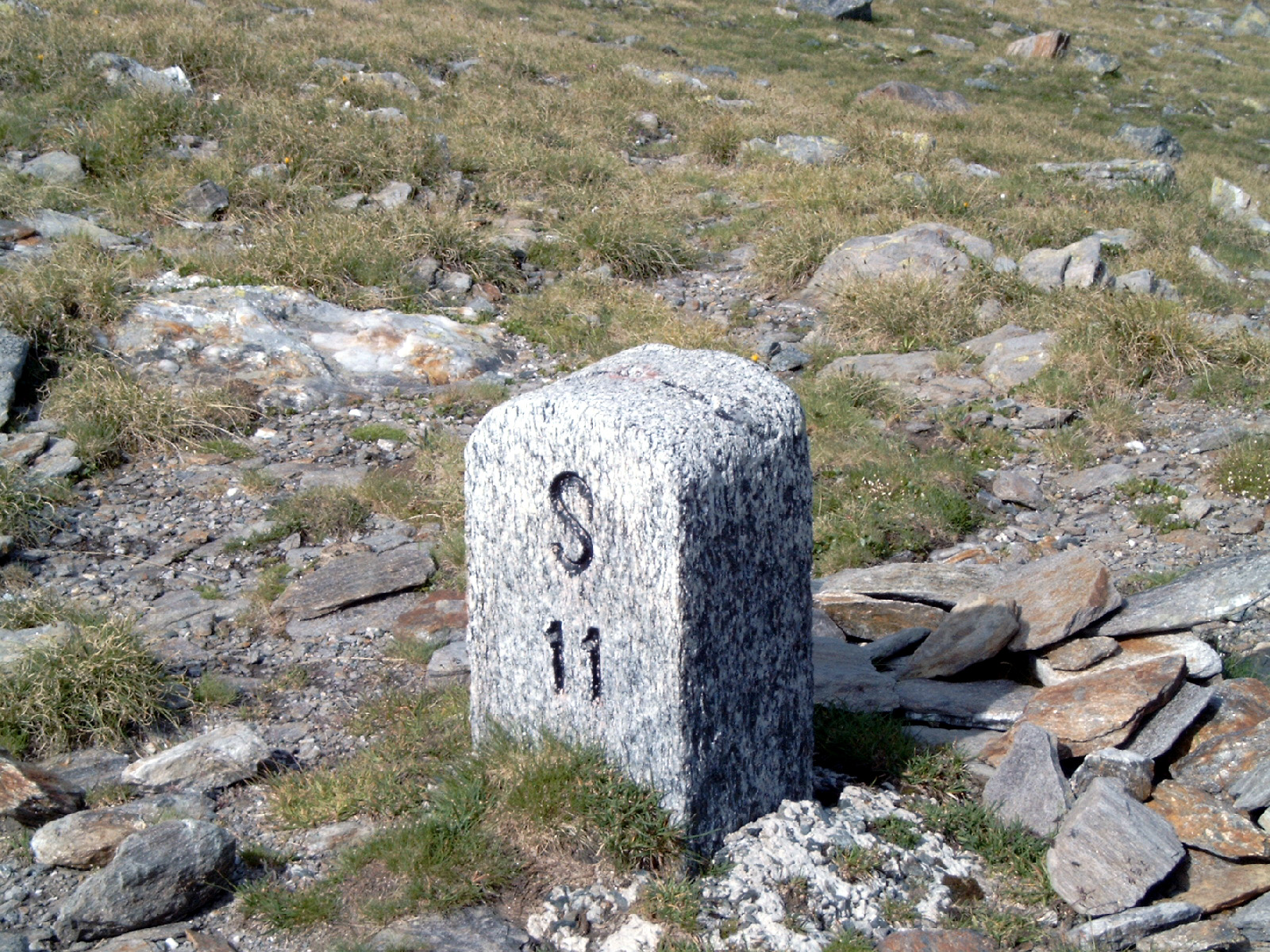
Pietra di confine al Passo di San Giacomo (versante svizzero).

In Italia il confine con la Svizzera interessa quattro regioni e sette province:
- Valle d'Aosta
- Piemonte
  - Provincia di Vercelli
  - Provincia del Verbano-Cusio-Ossola
- Lombardia
  - Provincia di Varese
  - Provincia di Como
  - Provincia di Sondrio
- Trentino-Alto Adige
  - Provincia autonoma di Bolzano

In Svizzera il confine con l'Italia interessa tre cantoni e 17 distretti:
- Canton Vallese
  - Distretto di Entremont
  - Distretto di Hérens
  - Distretto di Visp
  - Distretto di Briga
  - Distretto di Östlich Raron
  - Distretto di Goms
- Canton Ticino
  - Distretto di Leventina
  - Distretto di Vallemaggia
  - Distretto di Locarno
  - Distretto di Lugano (confine occidentale)
  - Distretto di Mendrisio
  - Distretto di Lugano (confine orientale)
  - Distretto di Bellinzona
- Cantone dei Grigioni
  - Regione Moesa
  - Regione Viamala
  - Regione Maloja (confine occidentale)
  - Regione Bernina
  - Regione Maloja (confine orientale)
  - Regione Engiadina Bassa/Val Müstair

### Sezioni alpine sul confine

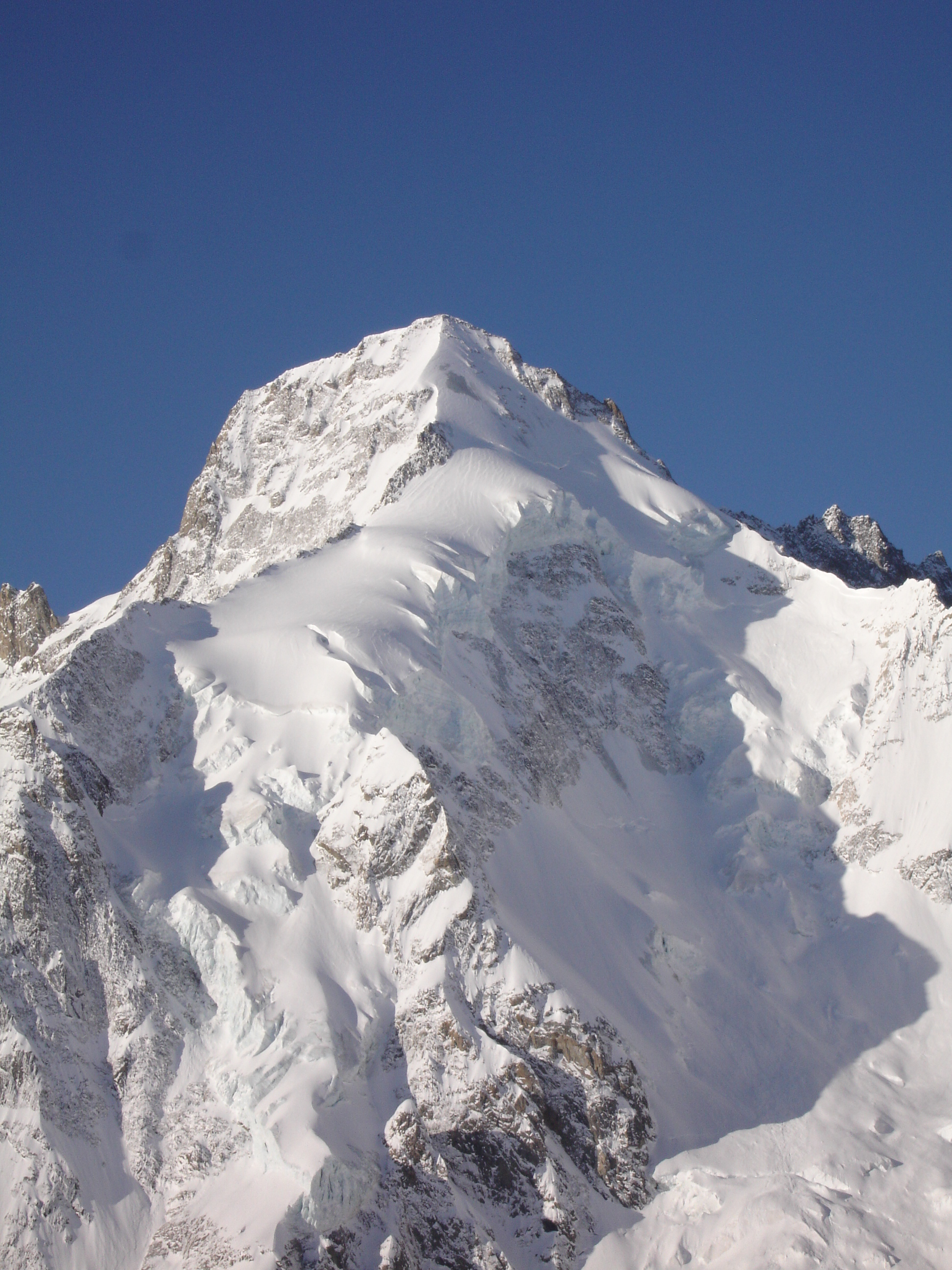
Il monte Dolent, dove inizia il confine.

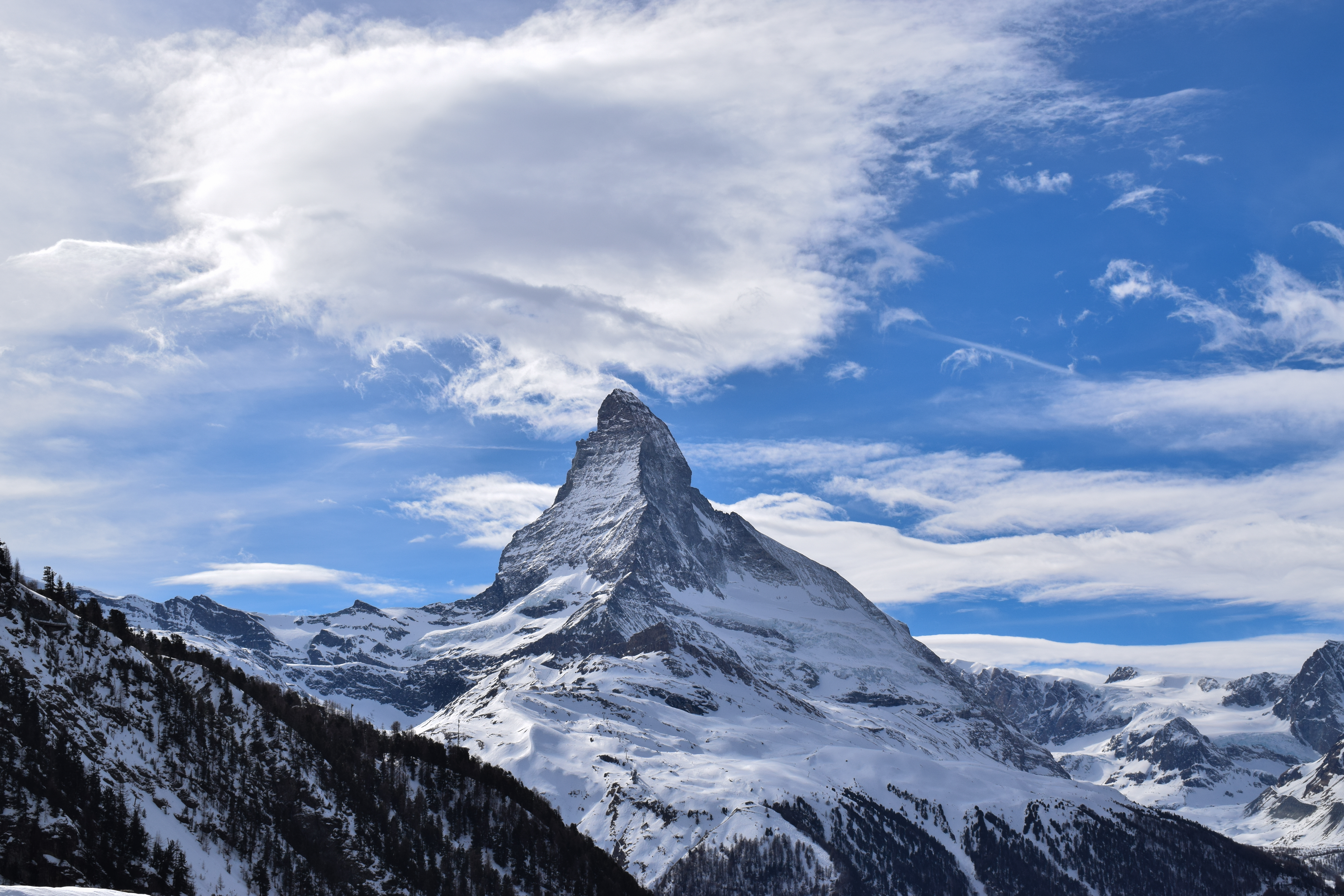
Monte Cervino

Il confine è collocato lungo la catena alpina. Da ovest verso est si incontrano le seguenti sezioni e sottosezioni alpine:
- Alpi Graie
  - Alpi del Monte Bianco
- Alpi Pennine
  - Alpi del Grand Combin
  - Alpi del Weisshorn e del Cervino
  - Alpi del Monte Rosa
  - Alpi del Mischabel e del Weissmies
- Alpi Lepontine[14]
  - Alpi del Monte Leone e del San Gottardo
  - Alpi Ticinesi e del Verbano
- Prealpi Luganesi
  - Prealpi Varesine
  - Prealpi Comasche
- Alpi Lepontine[15]
  - Alpi dell'Adula
- Alpi Retiche occidentali
  - Alpi del Platta
  - Alpi del Bernina
  - Alpi di Livigno
  - Alpi della Val Müstair

### Valichi tra Italia e Svizzera

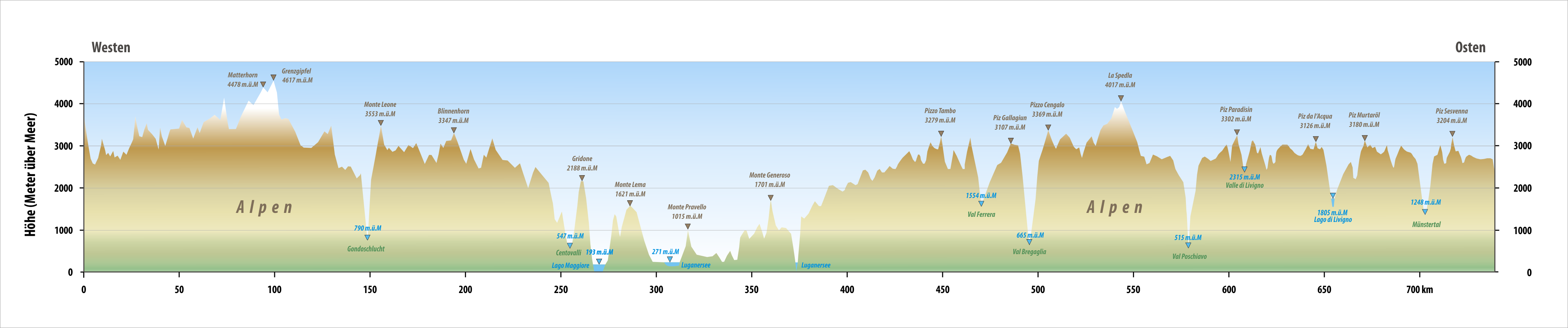
Profilo altimetrico del confine.

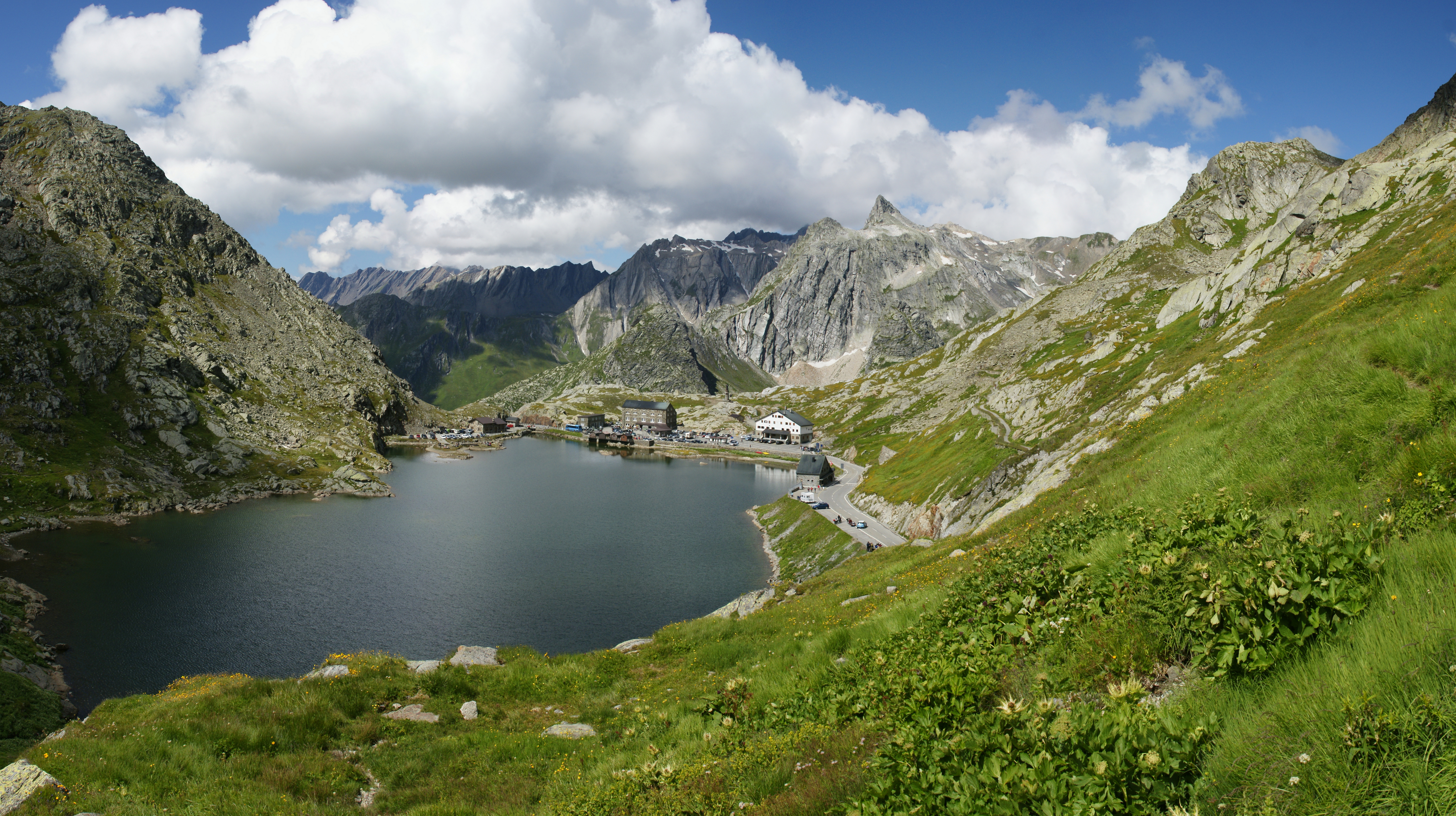
Colle del Gran San Bernardo

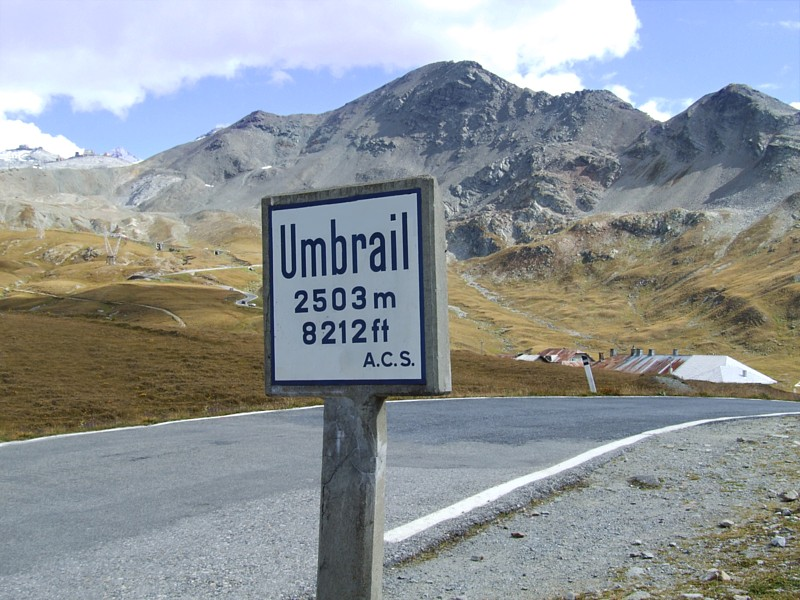
Giogo di Santa Maria

- Colle del Gran San Bernardo (2473 m)
- Forcola di Livigno (2315 m)
- Giogo di Santa Maria o Umbrailpass (2503 m)
- Passo San Lucio (1541 m)
- Passo del Sempione (2005 m) (Svizzera)
- Passo dello Spluga (2115 m)

Sentieri:
- Col Ferret (2543 m)
- Colle del Teodulo o Col de Saint-Théodule (3290 m)
- Passo San Jorio (2010 m)
- Passo San Giacomo (2313 m)
- Passo Gries (2469 m)
- Passo del Muretto (2562 m)